# Антуриум хрустальный
Анту́риум хруста́льный (лат. Anthúrium crystallinum) — многолетнее травянистое вечнозелёное растение, вид рода Антуриум (Anthurium) семейства Ароидные, или Аронниковые (Araceae).
Антуриум хрустальный отличается глубоким зелёным цветом бархатистых листовых пластинок с более бледными жилками и окружающими их областями, жёлтым початком со слабым приятным ароматом при появлении тычинок.

## Ботаническое описание
Эпифиты.
Стебель до 25 см длиной, 2—2,5 см в диаметре, зелёный. Междоузлия очень короткие, следы от опавших листьев 1,5—1,7 см шириной. Корни короткие, толстые, спускающиеся.
Катафиллы полукожистые, 3,5—6 см длиной, на вершине узко-заострённые, в высохшем виде коричневые, на вершине остающиеся неповреждёнными, расщепляющиеся у основания.

### Листья

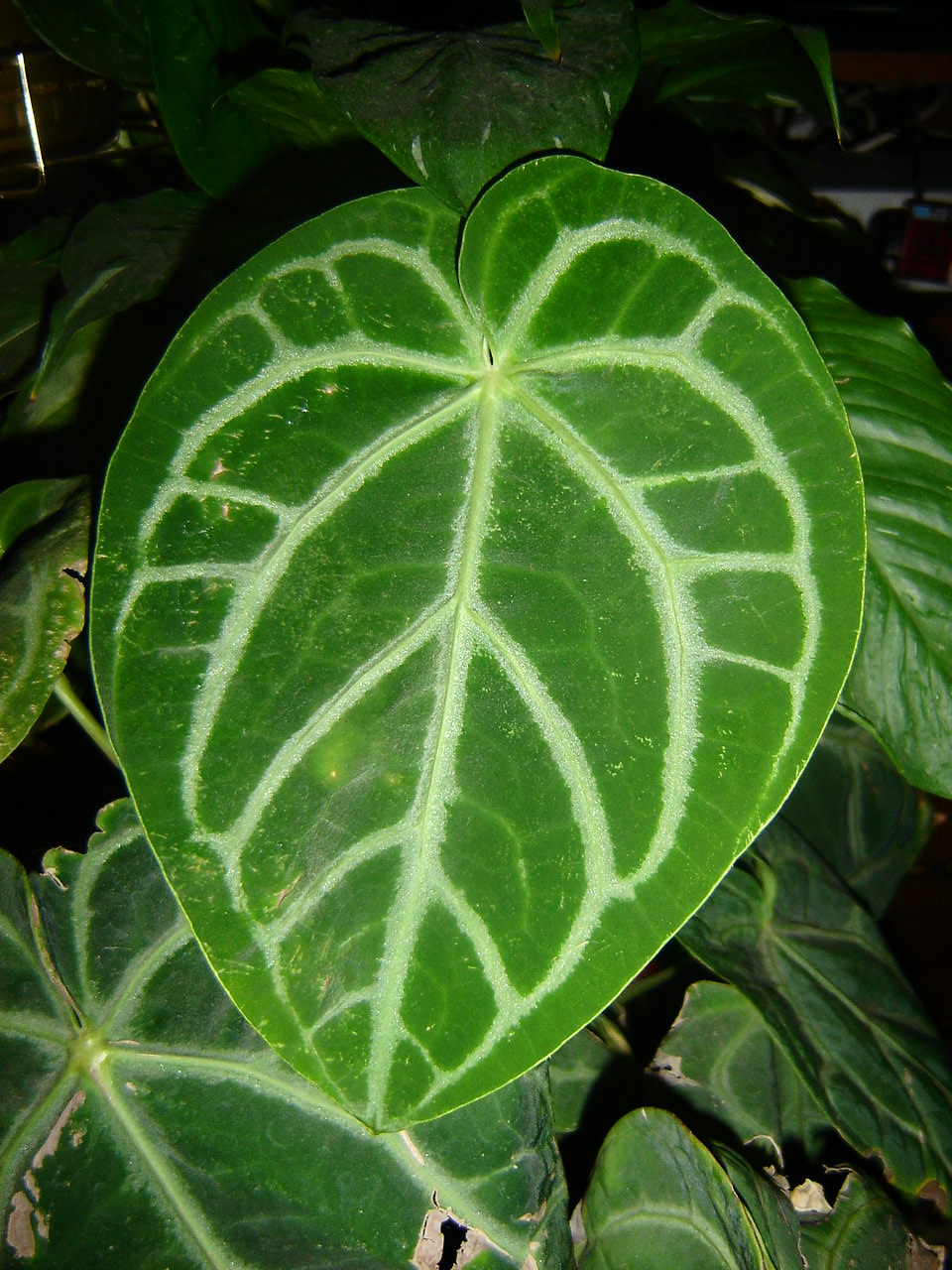
Листья

Листья раскидистые. Черешки цилиндрические, иногда красно-фиолетовые у основания. Сосудики 1,4—3 см длиной. Листовые пластинки более-менее параллельные стеблю, от узко-овальных до овальных, умеренно тонкие, узко-заострённые на вершине, глубоко-лопастные у основания, 25—39 см длиной, 15,3—22,2 см шириной, наиболее широкие в середине или ниже. Первоначальные листовые пластинки 20—33 см длиной, с закруглёнными краями, последующие — 5,5—10 см длиной (от вершины выреза до наиболее удалённой точки), вырез от овального до треугольного, иногда закрытый (изредка с соединёнными краями, листовая пластинка пальчатая), от тупых до узко-закруглённых на вершине, сверху матовые, бархатистые, покрытые мелкими папиллярами, снизу матовые, густо опушённые красновато-коричневыми волосками. Центральная жилка сверху слегка выпуклая, уплощающаяся к середине, слегка приподнятая у вершины, снизу остро-выпуклая; первичные жилки в числе 4—5 пар, первые три из них не связаны с центральной, остальные соединяются примерно в 1,5 см от края в общую жилку, все первичные жилки (включая некоторые вторичные) намного бледнее листовой пластинки и обрисованы бледной областью; вторичные жилки в числе 1—3 с каждой стороны, расположены под углом 40—45° к центральной жилке и под прямым углом к общей, затем загибаются вверх к вершине; третичные жилки едва видимы; вторичные жилки особенно заметны у основания листовой пластинки; общая жилка, объединяющая первичные и некоторые из вторичных жилок, обычно образует с краем острый угол, соединяя петли вторичных жилок.

### Соцветие и цветки

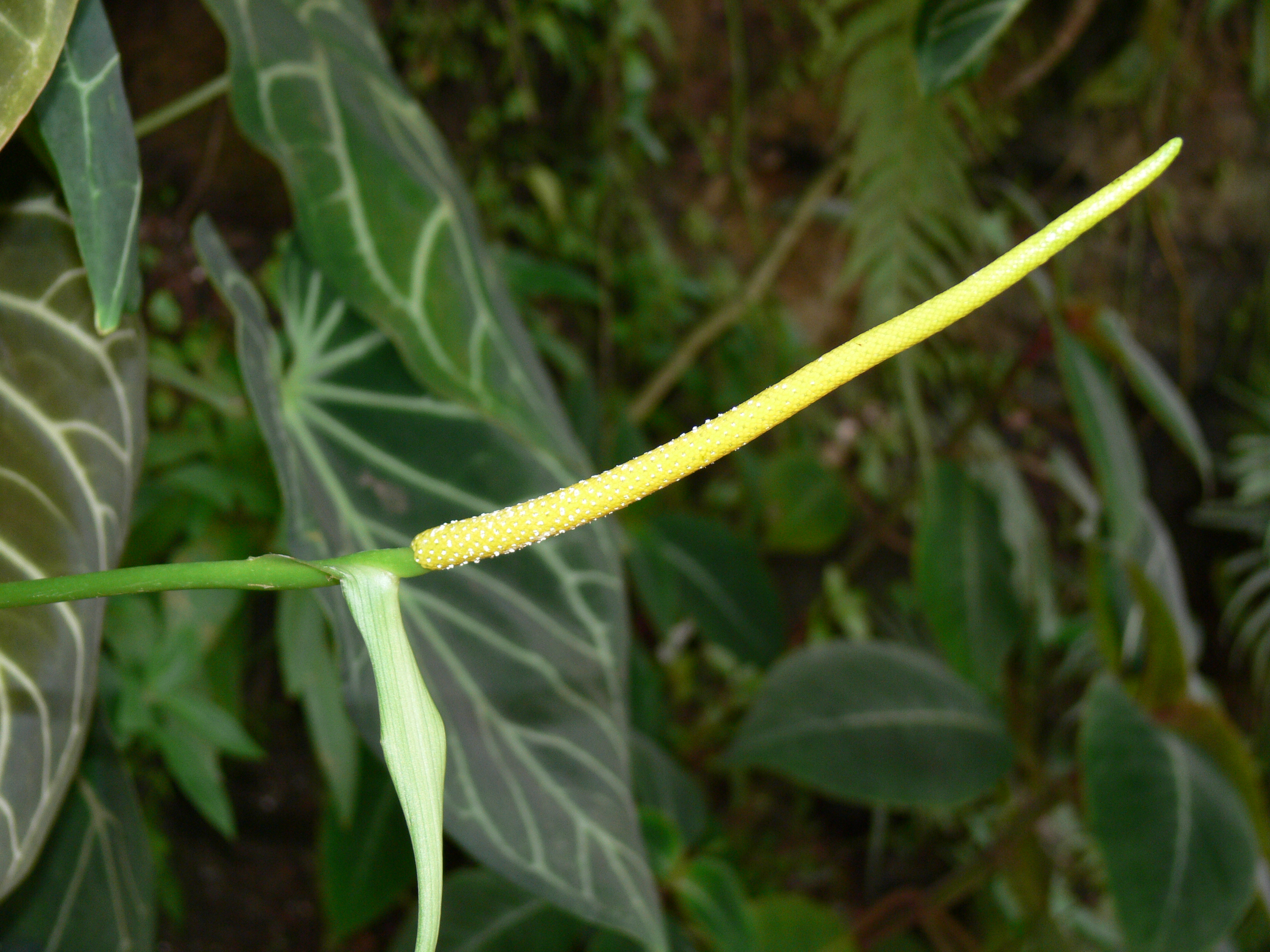
Соцветие

Соцветие вертикально-раскидистое. Цветоножка (10)24—28 см длиной, 4,5 мм в диаметре, цилиндрическая, иногда красно-фиолетовая. Покрывало полукожистое, зелёное, на подъёме красно-фиолетовое, продолговато-ланцетовидное, 7—9,3 см длиной, 1,5—2,1 см шириной, наиболее широкое у основания, постепенно заострённое на вершине, закруглённое у основания, наклонённое под углом 38—45° к цветоножке. Початок зеленовато-жёлтый, постепенно суженный к вершине, 9—12 см длиной, 5—6,5 мм в диаметре у основания, примерно 4 мм у вершины.
Цветочный квадрат 2,5—3,5 мм в длину и ширину, стороны более-менее сигмоидальные, 3—5 цветков видимы в каждой спирали. Чашелистики глянцевые, боковые чашелистики 1,1—1,7 мм шириной, внутренний край широко-закруглённый. Пестики едва видимые, зелёные; рыльце продолговато-линейное, 0,4—0,6 мм длиной. Тычинки появляются быстро из основания, сначала появляются боковые у вершины, затем внизу; пыльники жёлтые, окружают плотным кольцом пестик, примерно 0,4 мм длиной, 0,9 мм шириной; связник овальный, едва разветвляющийся; пыльца бледно-жёлтая. Цветки с ароматом гвоздики.

### Плоды
Соплодие с початком до 12 см длиной, 12 мм в диаметре. Ягоды узкояйцевидные, белые с фиолетово-пурпуровым оттенком, крючковатые у вершины, около 1 см длиной, 3—4 мм в диаметре. Мезокарп сочный, прозрачный, с беловатыми рафидными клетками.

### Похожие виды
Антуриум хрустальный наиболее близок к Anthurium papillilaminum, который отличается тем, что является наземным растением, имеет зелёный початок и особенно отсутствием более светлых областей вокруг первичных жилок листовых пластинок.

## Распространение
Растёт в тропических влажных лесах, на склонах гор Панамы и Колумбии, до высоты 1400 м над уровнем моря.

## Классификация
Входит в секцию Cardiolonchium.